# Casto Fernández-Shaw
Casto Fernández-Shaw (1896-1978) foi um arquitecto espanhol.

## Obras
- Compañía Madrileña Urbanizadora, onde realiza uma extensa obra;
- Edificios Titanic, projecto e construção;
- Ciudad del Silencio (1906), projecto;
- Cementerio Ideal (1912);
- Salto del Carpio (1022);
- Salto de Alcalá del Río (1924);
- Gasolinera Porto Pi;
- Salto del Jándula (1929)